# Chimera (Duncan Mackay)
Chimera is het debuutalbum van Duncan Mackay.
Duncan Mackay verhuisde in de jaren ‘60 naar Zuid-Afrika. De populaire muziek mocht aldaar wel gespeeld worden, de meeste artiesten traden er niet op vanwege de Apartheid. Mackay wilde graag toetsenist worden en haalde zijn inspiratie uit bijvoorbeeld Keith Emerson, Rick Wakeman en Rod Argent, die toen heersten in het genre progressieve rock. Mackay zelf speelde op elke gelegenheid die maar kon, maar toch voornamelijk in de lounges etc. Hij deed dat samen met Mike Gray, Het tweetal werd gevraagd een club voor progressieve rock muzikaal te ondersteunen. Aldaar kwamen veel lieden van de Zuid-Afrikaanse platenlabels luisteren. Om meer body te krijgen had het tweetal Duncans broer Gordon Mackay in hun gelederen opgenomen en speelde onder de naam Tricycle. Doordat de bezoekers zagen wat voor kwaliteiten de band had, mochten ze in april 1974 hun eerste studioalbum opnemen in de Gallo Geluidsstudio in Johannesburg.
Gelijk met de bekendheid van de band, nam ook het instrumentarium van Duncan Mackay toe. Toen hij even later in Londen opdook, lag een loopbaan gelijk de drie eerder genoemde heren in het verschiet. Mackay was echter niet podiumgeniek zoals de drie en verdween naar de achtergrond. Daartegenover staat dat hij bij een aantal wereldhits betrokken is geweest, waarvan de genoemde drie alleen maar konden dromen. Mackay speelde met Kate Bush, Cockney Rebel (Make Me Smile (Come Up and See Me)) en 10cc (Dreadlock Holiday). De muziek van Chimera vertoont sterke gelijkenis met de muziek van Emerson, Lake & Palmer, maar dan zonder basgitaar.
Chimera verdween geruisloos in het niets. Op zijn tweede soloalbum Score speelden “echte” bekenden uit de popmuziek mee: Clive Chame ( van Jeff Beck, Andy McCulloch (van King Crimson, Fields en Greenslade), John Wetton, Steve Harley, Yvonne Keeley (toen verbonden met Harley) en Mel Collins (van Camel).      

## Musici
- Duncan Mackay –toetsinstrumenten
- Gordon Mackay – viool, toetsinstrumenten, werd later klassiek violist, o.a. Kreutzer Quartet
- Mike Gray – slagwerk

## Muziek
| Nr. | Titel                    | Duur  |
| --- | ------------------------ | ----- |
| 1.  | Morpheus                 | 11:14 |
| 2.  | 12 Tone nostalgia        | 8:10  |
| 3.  | Song for witches         | 19:42 |
| 4.  | The opening (bonustrack) | 7:07  |